# Armillaria procera
Armillaria procera là một loài nấm trong họ Physalacriaceae. Loài này phân bố ở Nam Mỹ.